# Iglesia de Santa María la Mayor (Trujillo)
La Iglesia de Santa María la Mayor de Trujillo es un templo religioso católico que se encuentra situado en la ciudad de Trujillo, provincia de Cáceres, dentro de la Comunidad Autónoma de Extremadura (España). Es de estilo románico tardío, su construcción se inició en el siglo XIII, fue reconstruido y ampliado en los siglos XV y XVI en estilo gótico. Se cree que se edificó en el mismo lugar donde anteriormente existía la mezquita alhama de Torgiela musulmana que se utilizó hasta el siglo XIII. Tras la reconquista cristiana el 25 de enero de 1232 se consagró a la Virgen María en el misterio de su Asunción.
Es un templo configurado en tres naves con un capilla mayor poligonal, con dos torres, una a los pies y otra a la cabecera del templo y dos portadas de acceso. Su estilo mezcla, entre otros, románico y gótico. El coro, construido en 1550 por Sancho de Cabrera, es de estilo plateresco y se ubica a los pies de la nave sobre una bóveda semiplana de crucería estrellada. Llegó a contar con 17 asientos y órgano. El acceso al coro se encuentra dentro de la torre que se construye junto a él, que también cobija la pila bautismal. El templo mantiene un importante número de enterramientos pertenecientes a los linajes más destacados de Trujillo. Destaca la capilla funeraria de la familia Vargas-Carvajal construido en 1522 que tiene dos túmulos junto al arco de ingreso.
El retablo mayor, realzado por Fernando Gallego en 1480, se compone de 25 tablas pintadas en estilo flamenco hispano, trata sobre la vida de la virgen María, relato ubicado en el centro del mismo, La pasión y la gloria de Cristo se narra en la parte inferior y en los laterales se dedican a los evangelistas y a dos "padres de la iglesia". Las pinturas están sobre un mueble de estilo gótico florido.

## Historia
El templo fue el de mayor categoría religiosa de la población, con un numeroso servicio de sacerdotes y coro, con un culto litúrgico casi catedralicio. En el siglo XIX cae en crisis perdiendo importancia. La torre románica denominada "Torre Julia", que había sufrido daños en los terremotos de 1521 y 1755, fue derribada. En 1943 se declaró Monumento Nacional y se realizó un importante labor de reconstrucción en la que se recuperó la Torre Julia.

## Exterior

### Campanario

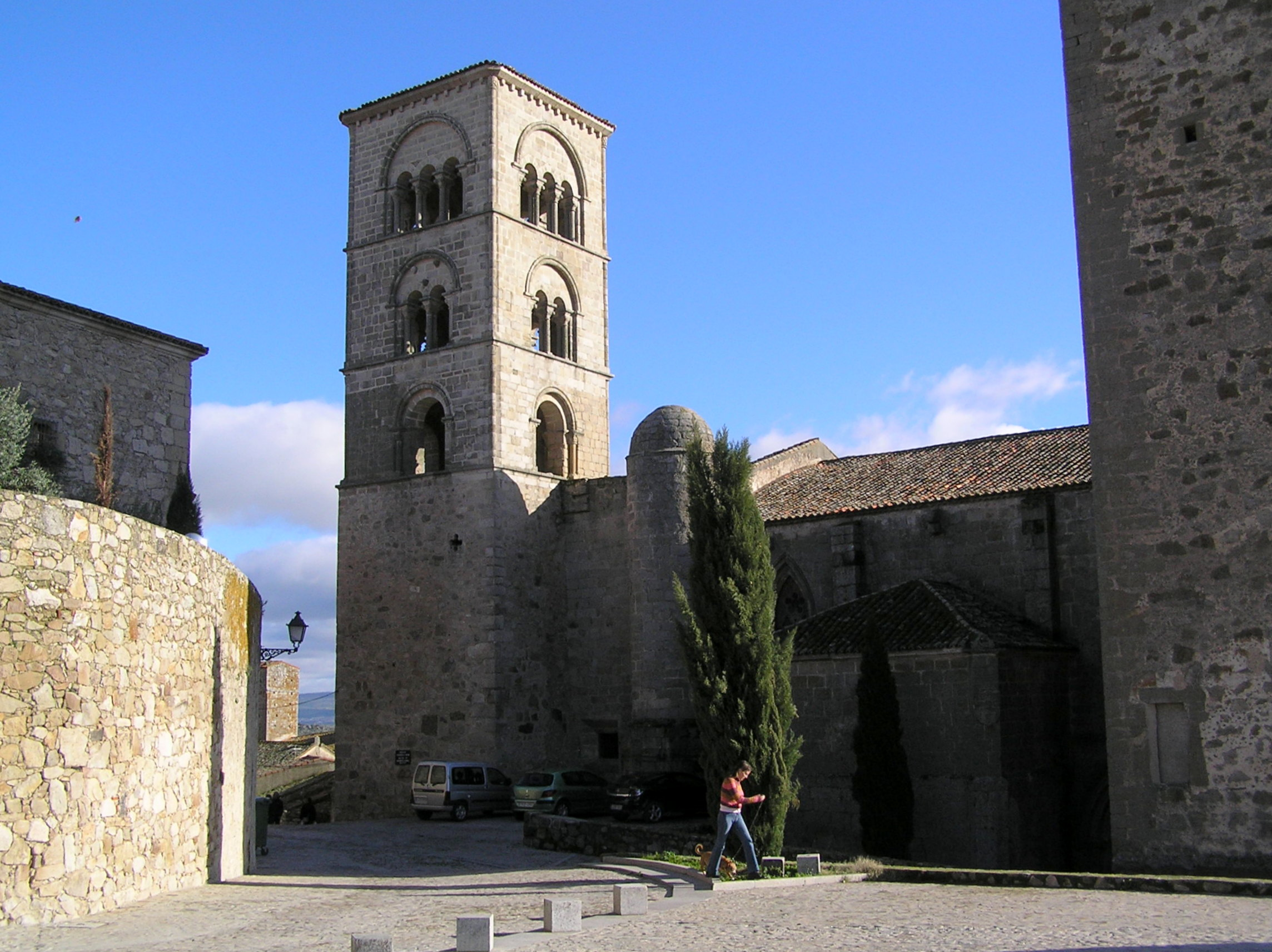
Campanario

El campanario de la Iglesia de Santa María la Mayor de Trujillo es un edificio del siglo XIII muy castigado por el paso del tiempo, hasta el punto que hubo de ser reconstruido en el siglo XVI en estilo gótico prácticamente en su totalidad. En 1871 el campanario tuvo que ser demolido; a fines del siglo XX se decidió reconstruirlo, siguiendo fielmente grabados y fotografías de época. El escudo del Athletic Club aparece esculpido a modo de capitel en su estructura. Tal como el astronauta o el dragón que come un helado que aparecen en la Catedral Nueva de Salamanca, es un añadido reciente: Antonio Serván, el artesano a cargo de realizar los 58 capiteles en piedra, decidió hacer del equipo de sus amores el colofón de su obra.

## Interior

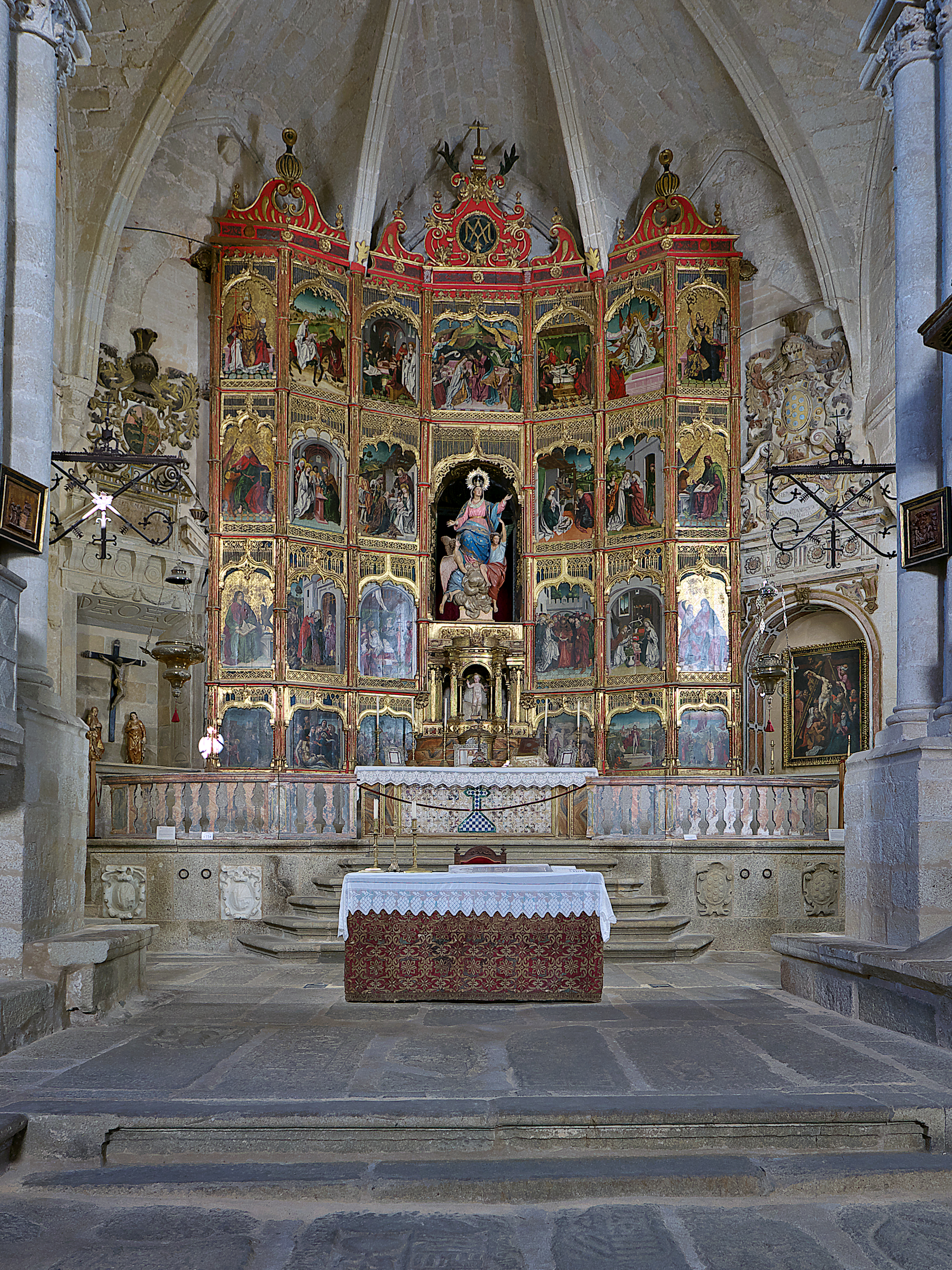
Retablo mayor, que contiene 25 tablas pintadas al óleo por Fernando Gallego y el Maestro Bartolomé

El edificio consta de tres naves que están cubiertas por una bóveda de crucería, dos portadas orientadas al este y oeste, y dos torres: la llamada "Torre Nueva", situada a los pies y la “Torre Julia" en la cabecera. En el interior puede contemplarse un soberbio retablo que contiene 25 tablas pintadas al óleo por Fernando Gallego y el Maestro Bartolomé con sus respectivos talleres en torno a 1490, con escenas de la vida de la Virgen y de Jesucristo; fue restaurado íntegramente entre julio de 2004 y febrero de 2005 por el Instituto del Patrimonio Histórico Español. En el suelo numerosas lápidas que corresponden a enterramientos de miembros de los principales linajes familiares de la ciudad: Pizarro, Orellana, Altamirano, Loasia, etc; entre ellos se encuentra la tumba del famoso militar español Diego García de Paredes, apodado “El Sansón de Extremadura" que fue citado por Cervantes en El Quijote. El templo fue declarado Monumento Nacional en el año 1943.